# Syed Sharifuddin Pirzada

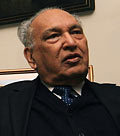
Syed Sharifuddin Pirzada (2007)

Syed Sharifuddin Pirzada (* 12. Juni 1923 in Burhanpur, Britisch-Indien; † 2. Juni 2017 in Karatschi, Pakistan) war ein pakistanischer Jurist, Beamter und Politiker. Er war Generalstaatsanwalt, Außen- und Justizminister seines Landes.

## Leben
Syed Sharifuddin Pirzada war Barrister der Lincoln’s Inn und hatte einen Abschluss in Rechtswissenschaften von der University of Mumbai.
Er repräsentierte Pakistan auf einer Reihe von internationalen Konferenzen.

### Pakistanische Regierung
Pirzada war von 1965 bis 1966, von Mai 1968 bis Dezember 1971 und von Juli 1977 bis Dezember 1984 pakistanischer Generalstaatsanwalt. Er war sowohl der jüngste als auch der am längsten dienende Beamte auf diesem Posten.
Zwischen seinen Amtszeiten als Generalstaatsanwalt war er von 20. Juli 1966 bis 25. Mai 1968 Außenminister von Pakistan.
Von 1979 bis 1985 war er Justizminister.
Von 1999 bis 2008 war er Mitglied im Nationalen Sicherheitsrat von Pakistan.

### Islam
Pirzada war Generalsekretär der Organisation für Islamische Zusammenarbeit von 1985 bis 1988.

### Vereinte Nationen
Pirzada war von 1981 bis 1986 Mitglied der Völkerrechtskommission.
1995 war er Vorsitzender der pakistanischen Delegation in der UN-Menschenrechtskommission.
Am Internationalen Gerichtshof wurde er in einem Fall von seinem Heimatland als Ad-hoc-Richter ausgewählt.

## Auszeichnungen
Pirzade erhielt das Nishan-e-Imtiaz, die höchste zivile Auszeichnung Pakistans.

## Veröffentlichungen
- Pakistan at a Glance, Bombay 1941.
- Jinnah on Pakistan, Bombay 1943.
- Leaders Correspondence with Jinnah.
- Evolution of Pakistan, Karachi 1962 (auch auf Urdu und Arabisch).
- Fundamental Rights and Constitutional Remedies in Pakistan, Lahore 1966.
- The Pakistan Resolution and the historic Lahore Session. Islamabad 1970.
- Foundation of Pakistan (3 Ausgaben), 1971.
- Some Aspects of Quaid-i-Azam’s Life 1978.
- The collected works of Quaid-e-Azam Mohammad Ali Jinnah (3 Ausgaben).
- Dissolution of Constituent Assembly  of Pakistan, Karachi 1985.
- Film Gandhi and Qauid-e-Azam Jinnah.
- Fundamental rights and constitutional remedies in Pakistan.
- Digest on fundamental rights: based on important constitutions of the world.
- Speeches and statements of His Excellency Syed.
- Report, 1961.
- Political system in Pakistan.